# Landkreis Neunkirchen
Landkreis Neunkirchen is een Landkreis in de Duitse deelstaat Saarland. De Landkreis telt 131.172 inwoners (31 december 2020) op een oppervlakte van 249,21 km². Kreisstadt is de stad Neunkirchen, het bestuur zetelt echter in Ottweiler.

## Steden en gemeenten

De volgende steden en gemeenten liggen in het district(Inwoners op 31-12-2006):
| Steden 1. Neunkirchen (49.055) 2. Ottweiler (15.320) | Gemeenten 1. Eppelborn (17.908) 2. Illingen (17.999) 3. Merchweiler (10.721) 4. Schiffweiler (17.181) 5. Spiesen-Elversberg (14.294) |

Eppelborn ·
Illingen ·
Merchweiler ·
Neunkirchen ·
Ottweiler ·
Schiffweiler ·
Spiesen-Elversberg
Merzig-Wadern · Neunkirchen · Regionalverband Saarbrücken · Saarlouis · Saarpfalz-Kreis · St. Wendel